# 赵猛 (北魏)
赵猛（419年—488年9月8日），字玄威，北魏官员，南阳郡西崿县（今河南省南阳市卧龙区北）人。
赵猛是 晋朝扬州刺史赵尚之后，与当时的幽州刺史赵邕同族。擢升为为荆州白杨军将，转任为定安县令。太和十二年八月十七日（488年9月8日），在家中去世，享年七十岁。正光五年（524年）十月二十日，葬于蒲州南嵎。

## 家族
- 高祖：赵永，永嘉年间，迁居新平郡
  - 曾祖：赵辨，建威将军、天水太守
    - 祖父：赵鱼，后秦奉车都尉、关内侯，迁居河东
      - 父亲：赵某
        - 赵猛
        - 夫人：冯翊田氏，冯翊太守田背之女